# Steinbruch am Kalkofen
Der Steinbruch „Am Kalkofen“ ist ein stillgelegter Steinbruch in Allagen, Ortsteil Westendorf, einem Stadtteil der Stadt Warstein.

## Lage
Der kleine aufgelassene Steinbruch liegt etwa einen Kilometer nördlich von Westendorf in der ackerbaulich geprägten Agrarlandschaft des Haarstrangs, 11 Kilometer südlich der Stadt Soest in Westfalen. Hier wurde bis 1968 Mergelkalk abgebaut und in einem Kalkofen direkt vor Ort zu Mörtel gebrannt, der Kalkofen blieb nach Stilllegung des Betriebs erhalten. Der ehemalige Steinbruch liegt in einer Geländemulde, bei der hier anstehender weicherer Mergel und Mergelkalk zwischen zwei Schichtstufen aus hartem Kalkstein abgetragen wurde.

## Geologie
Anstehend sind etwa 18 Meter mächtige, teilweise durch Glaukonit grün gefärbte Mergel und Mergelkalke des oberen Cenomanium bis unteren Turonium, einer Stufe der Oberkreide. Dieser gehört zum sogenannten Plänerkalk der nordwestdeutschen Oberkreide. Die Schichten fallen mit etwa 2 bis 3 Grad nach Norden ein, wirken also bei Betrachtung nahezu waagrecht. Abgelagert wurden die Sedimente in einem flachen Meeresbecken, das von West nach Ost an Tiefe zunahm, die Ablagerungen stammen aus einem relativ küstennahen Bereich.
Die Fossilführung der Schichten ist schwankend, sie ist nicht herausragend individuen-, aber recht artenreich. Die Schichten im obersten (hangenden) und untersten (liegenden) Abschnitt des Aufschlusses zeigen nur wenige Fossilien. Hervorzuheben sind eine reiche Fischfauna, Vorkommen von Muscheln, etwa der Gattungen Mytiloides und Inoceramus, Ammoniten, z. B. Mammites, Brachiopoden wie Orbirhynchia und Terebratulina und Seeigeln, meist durch sekundäre Umlagerung fragmentiert, außerdem der Solitärkoralle Parasmilia centralis. Bemerkenswert ist der Einzelfund einer fossilierten Perle.

## Erforschung und Schutz
Der Aufschluss wurde von Fossiliensammlern recht häufig aufgesucht und erlangte durch Hinweise von diesen an die Bodendenkmalpfleger wissenschaftliches Interesse. Deshalb führte das Westfälische Museum für Naturkunde im Jahr 1991 eine wissenschaftliche Grabung durch. Daraufhin wurde der Steinbruch, sowie der anschließende, nicht abgebaute Kalk bis in eine Entfernung von ca. 100 Meter als paläontologisches Bodendenkmal ausgewiesen. In der Denkmalliste der Stadt Warstein, Ortschaften Allagen und Niederbergheim ist die Lokalität als Bodendenkmal Nr. 2 unter der Bezeichnung „Mergelgrube“ aufgeführt (Eintrag vom 30. April 1996).